# Yoasobi
Yoasobi è un duo musicale giapponese composto dal produttore musicale Vocaloid Ayase e dalla cantante Ikura. Il gruppo ha pubblicato sei video musicali, tutti basati su racconti pubblicati su Monogatary, un sito web gestito da Sony Music Japan.

## Storia
Entrambi i membri degli Yoasobi avevano una carriera musicale già prima di formare il duo. Ayase ha ottenuto seguito sul sito di hosting video Niconico grazie alla sua prima canzone, caricata il 24 dicembre 2018 e intitolata Sentensei assault girl (先天性アサルトガール?). Il 23 novembre 2019 ha pubblicato un EP, Yūrei Tōkyō (幽霊東京?), che ha raggiunto il terzo posto nella classifica degli album di iTunes. Lilas Ikuta (幾田りら?, Rira Ikuta), che si esibiva sotto il nome di Ikura, aveva già pubblicato due EP: Rerise nel 2017 e Jukebox nel 2019.
Il primo singolo pubblicato dal duo è stato Yoru ni kakeru (夜に駆ける? lett. "Correndo nella notte"), che è basato sul racconto di Mayo Hoshino Thanatos no yūwaku (タナトスの誘惑? lett. "La tentazione di Thanatos"), pubblicato su Monogatary. Il video musicale è stato distribuito per la prima volta il 16 novembre 2019 e ha raggiunto 10 milioni di visualizzazioni in cinque mesi su YouTube, oltre ad essere diventato popolare su TikTok. Successivamente è stato pubblicato come singolo il 15 dicembre 2019 ed è arrivato in cima alle classifiche di popolarità sia su Spotify che su Line Music. Più di cinque mesi dopo la sua uscita, il singolo è salito in cima alla Billboard Japan Hot 100 il 1º giugno 2020.
Dopo il successo del loro primo singolo pubblicato, il 18 gennaio 2020, gli Yoasobi hanno pubblicato il loro secondo singolo, Ano yume o nazotte (あの夢をなぞって? lett. "Segui quel sogno"), questa volta basato su Yume no shizuku to hoshi no hana (夢の雫と星の花? lett. "Gocce di sogno e fiori stellati") di Sōta Ishiki. Il 20 aprile 2020, hanno invece pubblicato un teaser per il loro terzo singolo, Halzion (ハルジオン?), basato sul racconto Soredemo, happy end (それでも、ハッピーエンド?) di Shunki Hashizume. Questo fatto ha segnato la prima collaborazione degli Yoasobi con un romanziere professionista: i primi due con cui hanno collaborato erano infatti scrittori dilettanti. Il singolo è stato pubblicato, l'11 maggio 2020, come progetto promozionale da Suntory per pubblicizzare la loro nuova bevanda energetica chiamata Zone.
Il 31 dicembre 2020 hanno debuttano nel programma 71st NHK Kōhaku uta gassen, facendo la loro prima performance in live.
Il 6 gennaio 2021 invece hanno pubblicato il loro primo EP The Book, con il quale sono stati pubblicati i singoli Encore (アンコール?, Ankōru, lett. "Bis") e Kaibutsu (怪物? lett. "Mostro"), quest'ultimo sigla della seconda stagione della serie televisiva anime Beastars.

## Formazione
- Ayase – tastiera, sintetizzatore, campionatore
- Ikura – voce

### Membri del gruppo musicale
- Zacro Misohagi – strumentazione elettronica[10]
- AssH – chitarra[10]
- Honogumo – batteria[10]
- Hikaru Yamamoto – basso[10]
- Satoru Taguchi – chitarra (temporaneo)[11]

## Discografia

### Album video
- 2022 – The Film
- 2024 – The Film 2

### EP
- 2021 – The Book
- 2021 – E-Side
- 2021 – The Book 2
- 2022 – E-Side 2
- 2023 – Hajimete no – EP
- 2023 – The Book 3
- 2024 – E-Side 3

### Singoli
- 2019 – Yoru ni kakeru (夜に駆ける?)
- 2020 – Ano yume o nazotte (あの夢をなぞって?)
- 2020 – Halzion (ハルジオン?)
- 2020 – Tabun (たぶん?)
- 2020 – Gunjō (群青?)
- 2020 – Haruka (ハルカ?)
- 2021 – Encore (アンコール?)
- 2021 – Kaibutsu (怪物?)
- 2021 – Yasashī suisei (優しい彗星?)
- 2021 – Mō sukoshi dake (もう少しだけ?)
- 2021 – Sangenshoku (三原色?)
- 2021 – Loveletter (ラブレター?)
- 2021 – Taishō roman (大正浪漫?)
- 2021 – Tsubame (ツバメ?) (Con i Midories)
- 2022 – Mr. (ミスター?, Misutā)
- 2022 – Suki da (好きだ?)
- 2022 – Shukufuku (祝福?)
- 2022 – Umi no manimani (海のまにまに?)
- 2023 – Adventure (アドベンチャー?)
- 2023 – Seventeen (セブンティーン?)
- 2023 – Idol (アイドル?)
- 2023 – Yūsha (勇者?)
- 2023 – Biri-Biri (びりびり?)
- 2023 – Heart Beat (心音?)
- 2024 – Undead
- 2024 – Butai ni tatte (舞台に立って?)
- 2024 – Monotone (モノトーン?, Monotōn)
- 2024 – New Me
- 2025 – Players
- 2025 – Watch Me!

## Tournée
2023 – Denkōsekka Arena Tour
2023–2024 – Yoasobi Asia Tour
2024 – Pop Out Zepp Tour
2024 – Yoasobi Live in the USA
2024 – Yoasobi Dome Live
2024–2025 – Yoasobi Asia Tour

## Riconoscimenti
- AMD Awards
  - 2020 – Digital Contents of the Year[12]
- Anan Awards
  - 2020 – Trend Culture[13]
- CD Shop Awards
  - 2022 – Special Award per The Book[14]
  - 2022 – Trend Culture per The Book 2[14]
- Crunchyroll Anime Awards
  - 2022 – Candidatura alla Best Opening Sequence per Kaibutsu[15]
  - 2022 – Candidatura alla Best Ending Sequence per Yasashī suisei[15]
- Dime Trend Awards
  - 2021 – Best Character[16]
- Japan Gold Disc Award
  - 2021 – Best 5 New Artist[17]
  - 2022 – Song of the Year by Download (Japan) per Kaibutsu[18]
  - 2022 – Best 5 Songs by Download per Kaibutsu[18]
  - 2022 – Song of the Year by Streaming (Japan) per Kaibutsu[18]
  - 2022 – Best 5 Songs by Streaming per Kaibutsu[18]
  - 2022 – Special Award[18]
- Japan Record Award
  - 2021 – Special Achievement Award[19]
- JASRAC Awards
  - 2023 – Silver Prize per Yoru ni kakeru[20]
- MTV Video Music Awards Japan
  - 2020 – Song of the Year per Yoru ni kakeru[21]
  - 2021 – Artist of the Year[22]
  - 2023 – Candidatura al Video of the Year[23]
  - 2023 – Best Animation Video per Idol[24]
  - 2023 – Song of the Year per Idol[24]
- Newtype Anime Awards
  - 2023 – Candidatura alla Best Theme Song per Idol[25]
  - 2023 – Candidatura alla Best Theme Song per Shukufuku[25]
- Noma Publishing Culture Awards
  - 2021 – Noma Publishing Culture Awards[26]

- Space Shower Music Awards
  - 2021 – Song of the Year per Yoru ni kakeru[27]
  - 2022 – Best Pop Artist[28]
  - 2022 – Artist of the Year[28]
- U-Can New Words and Buzzword Awards
  - 2023 – Candidatura al New Words and Buzzword Awards per Idol[29]